# Nederlandse kampioenschappen atletiek 2002
In 2002 werden de Nederlandse kampioenschappen atletiek op 6 en 7 juli gehouden op de gloednieuwe accommodatie van AV Unitas aan de Eggerweg in Sittard, nabij het stadion van de voetbalclub Fortuna Sittard. De organisatie lag in de handen van AV Unitas.
De 10.000 m voor mannen en vrouwen vond plaats op 12 april in Zeist.

## Uitslagen

### 100 m
| wind: +0,0 m/s | wind: +0,0 m/s  | wind: +0,0 m/s |
| rang           | atleet          | prestatie      |
| -------------- | --------------- | -------------- |
| Goud           | Troy Douglas    | 10,28 s        |
| Zilver         | Timothy Beck    | 10,47 s        |
| Brons          | Martijn Ungerer | 10,67 s        |

| wind: +2,2 m/s | wind: +2,2 m/s        | wind: +2,2 m/s |
| rang           | atlete                | prestatie      |
| -------------- | --------------------- | -------------- |
| Goud           | Jacqueline Poelman    | 11,48 s        |
| Zilver         | Pascal van Assendelft | 11,53 s        |
| Brons          | Joan van den Akker    | 11,82 s        |

### 200 m
| wind: +2,1 m/s | wind: +2,1 m/s     | wind: +2,1 m/s |
| rang           | atleet             | prestatie      |
| -------------- | ------------------ | -------------- |
| Goud           | Caimin Douglas     | 20,81 s        |
| Zilver         | Timothy Beck       | 21,40 s        |
| Brons          | Daniël van Leeuwen | 21,55 s        |

| wind: +4,4 m/s | wind: +4,4 m/s        | wind: +4,4 m/s |
| rang           | atlete                | prestatie      |
| -------------- | --------------------- | -------------- |
| Goud           | Jacqueline Poelman    | 23,48 s        |
| Zilver         | Pascal van Assendelft | 23,66 s        |
| Brons          | Yvonne Wisse          | 24,29 s        |

### 400 m
| rang   | atleet           | prestatie |
| ------ | ---------------- | --------- |
| Goud   | Rikkert van Rhee | 46,83 s   |
| Zilver | Bob Keus         | 47,16 s   |
| Brons  | Role van Ree     | 47,87 s   |

| rang   | atlete            | prestatie |
| ------ | ----------------- | --------- |
| Goud   | Marjolein de Jong | 54,27 s   |
| Zilver | Judith Baarssen   | 54,98 s   |
| Brons  | Petra Groenenboom | 55,02 s   |

### 800 m
| rang   | atleet        | prestatie |
| ------ | ------------- | --------- |
| Goud   | Arnoud Okken  | 1.49,02   |
| Zilver | Stefan Beumer | 1.49,46   |
| Brons  | Joeri Voltman | 1.49,63   |

| rang   | atlete          | prestatie |
| ------ | --------------- | --------- |
| Goud   | Stella Jongmans | 2.05,29   |
| Zilver | Anjolie Wisse   | 2.05,61   |
| Brons  | Lotte Visschers | 2.06,16   |

### 1500 m
| rang   | atleet        | prestatie |
| ------ | ------------- | --------- |
| Goud   | Arnoud Okken  | 3.44,51   |
| Zilver | Stefan Beumer | 3.45,67   |
| Brons  | Marko Koers   | 3.46,27   |

| rang   | atlete          | prestatie |
| ------ | --------------- | --------- |
| Goud   | Anjolie Wisse   | 4.26,23   |
| Zilver | Carine van Dorp | 4.27,58   |
| Brons  | Adriënne Herzog | 4.27,70   |

### 5000 m
| rang   | atleet            | prestatie |
| ------ | ----------------- | --------- |
| Goud   | Remco Kortenoeven | 14.06,55  |
| Zilver | Jeroen van Damme  | 14.10,25  |
| Brons  | Sander Schutgens  | 14.13,89  |

| rang   | atlete          | prestatie |
| ------ | --------------- | --------- |
| Goud   | Nadja Wijenberg | 16.41,50  |
| Zilver | Anita Looper    | 16.42,12  |
| Brons  | Irma Heeren     | 16.43,24  |

### 10.000 m[1]
| rang   | atleet            | prestatie |
| ------ | ----------------- | --------- |
| Goud   | Luc Krotwaar      | 28.39,04  |
| Zilver | Remco Kortenoeven | 28.55,70  |
| Brons  | Marcel Versteeg   | 29.50,68  |

| rang   | atlete           | prestatie |
| ------ | ---------------- | --------- |
| Goud   | Vivian Ruijters  | 34.40,32  |
| Zilver | Anita Looper     | 34.58,58  |
| Brons  | Daphne Panhuysen | 35.04,66  |

### 110 m horden/100 m horden
| wind: +4,1 m/s | wind: +4,1 m/s        | wind: +4,1 m/s |
| rang           | atleet                | prestatie      |
| -------------- | --------------------- | -------------- |
| Goud           | Gregory Sedoc         | 13,66 s        |
| Zilver         | Marcel van der Westen | 13,70 s        |
| Brons          | Tom Metselaar         | 14,34 s        |

| wind: +3,9 m/s | wind: +3,9 m/s | wind: +3,9 m/s |
| rang           | atlete         | prestatie      |
| -------------- | -------------- | -------------- |
| Goud           | Judith Vis     | 13,29 s        |
| Zilver         | Frenke Bolt    | 13,82 s        |
| Brons          | Ilja Voltman   | 14,05 s        |

### 400 m horden
| rang   | atleet          | prestatie |
| ------ | --------------- | --------- |
| Goud   | Thomas Kortbeek | 51,46 s   |
| Zilver | Frank Peeters   | 52,53 s   |
| Brons  | Tim Verlaan     | 52,55 s   |

| rang   | atlete            | prestatie |
| ------ | ----------------- | --------- |
| Goud   | Marjolein de Jong | 58,67 s   |
| Zilver | Tamara Ruben      | 61,30 s   |
| Brons  | Henrieke Popken   | 62,95 s   |

### 3000 m steeplechase
| rang   | atleet        | prestatie |
| ------ | ------------- | --------- |
| Goud   | Simon Vroemen | 8.30,02   |
| Zilver | Jim Svenoy    | 8.39,97   |
| Brons  | Noël Keijsers | 9.05,48   |

| rang   | atlete             | prestatie |
| ------ | ------------------ | --------- |
| Goud   | Miranda Boonstra   | 10.28,48  |
| Zilver | Jolanda Verstraten | 10.42,72  |
| Brons  | Paulina Rath       | 11.46,58  |

### Verspringen
| rang   | atleet           | prestatie         |
| ------ | ---------------- | ----------------- |
| Goud   | Jurgen Cools     | 7,76 m (+2,1 m/s) |
| Zilver | Dennis van Noort | 7,42 m (+2,7 m/s) |
| Brons  | Chiel Warners    | 7,34 m            |

| rang   | atlete       | prestatie         |
| ------ | ------------ | ----------------- |
| Goud   | Anja Mulder  | 6,31 m (+1,6 m/s) |
| Zilver | Judith Vis   | 6,13 m (+2,8 m/s) |
| Brons  | Yvonne Wisse | 6,03 m            |

### Hink-stap-springen
| rang   | atleet           | prestatie          |
| ------ | ---------------- | ------------------ |
| Goud   | Martijn Delissen | 14,64 m (0,1 m/s)  |
| Zilver | Mark van Kerkhof | 14,54 m (-0,2 m/s) |
| Brons  | Elsworth Manuel  | 14,19 m (-0,5 m/s) |

| rang   | atlete            | prestatie          |
| ------ | ----------------- | ------------------ |
| Goud   | Anja Mulder       | 12,42 m (+2,6 m/s) |
| Zilver | Gabriëlle Ebskamp | 12,16 m (+0,9 m/s) |
| Brons  | Chawa Ringenoldus | 12,05 m (-0,2 m/s) |

### Hoogspringen
| rang   | atleet           | prestatie |
| ------ | ---------------- | --------- |
| Goud   | Wilbert Pennings | 2,14 m    |
| Zilver | Paul Jongmans    | 2,11 m    |
| Brons  | Jan Peter Larsen | 2,11 m    |

| rang   | atlete                    | prestatie |
| ------ | ------------------------- | --------- |
| Goud   | Marloes Strooper-Lammerts | 1,76 m    |
| Zilver | Frenke Bolt               | 1,76 m    |
| Brons  | Jacqueline Raaman         | 1,73 m    |

### Polsstokhoogspringen
| rang   | atleet             | prestatie |
| ------ | ------------------ | --------- |
| Goud   | Rens Blom          | 5,55 m    |
| Zilver | Laurens Looije     | 5,40 m    |
| Brons  | Robbert-Jan Jansen | 4,90 m    |

| rang   | atlete              | prestatie |
| ------ | ------------------- | --------- |
| Goud   | Sandra van der Geer | 4,22 m    |
| Zilver | Monique de Wilt     | 4,12 m    |
| Brons  | Margriet Vedder     | 3,72 m    |

### Kogelstoten
| rang   | atleet              | prestatie |
| ------ | ------------------- | --------- |
| Goud   | Rutger Smith        | 20,07 m   |
| Zilver | Erik van Vreumingen | 17,91 m   |
| Brons  | Ben Vet             | 17,10 m   |

| rang   | atlete             | prestatie |
| ------ | ------------------ | --------- |
| Goud   | Lieja Tunks-Koeman | 18,35 m   |
| Zilver | Gerja Evers        | 14,25 m   |
| Brons  | Denise Kemkers     | 14,14 m   |

### Discuswerpen
| rang   | atleet            | prestatie |
| ------ | ----------------- | --------- |
| Goud   | Rutger Smith      | 62,77 m   |
| Zilver | Mike van der Bilt | 56,09 m   |
| Brons  | Ben Vet           | 53,72 m   |

| rang   | atlete             | prestatie |
| ------ | ------------------ | --------- |
| Goud   | Lieja Tunks-Koeman | 53,99 m   |
| Zilver | Ilona Rutjes       | 51,08 m   |
| Brons  | Inge Barends       | 46,31 m   |

### Speerwerpen
| rang   | atleet             | prestatie |
| ------ | ------------------ | --------- |
| Goud   | Elliott Thijssen   | 70,25 m   |
| Zilver | Ludo van der Plaat | 69,36 m   |
| Brons  | Keith Beard        | 67,65 m   |

| rang   | atlete         | prestatie |
| ------ | -------------- | --------- |
| Goud   | Manon Post     | 51,27 m   |
| Zilver | Inge Hoogeveen | 49,63 m   |
| Brons  | Karin Geertsma | 47,09 m   |

### Kogelslingeren
| rang   | atleet             | prestatie |
| ------ | ------------------ | --------- |
| Goud   | Ronald Gram        | 68,57 m   |
| Zilver | Frank van den Dool | 67,10 m   |
| Brons  | Tjarko Meijerhof   | 56,16 m   |

| rang   | atlete               | prestatie |
| ------ | -------------------- | --------- |
| Goud   | Debby van der Schilt | 53,62 m   |
| Zilver | Maaike Schetters     | 49,73 m   |
| Brons  | Gonny Mik            | 47,21 m   |

1904 · 
1908 · 
1909 · 
1910 · 
1911 · 
1912 · 
1913 · 
1914 · 
1915 · 
1917 · 
1918 · 
1919 · 
1920 · 
1921 · 
1922 · 
1923 · 
1924 · 
1925 · 
1926 · 
1927 · 
1928 · 
1929 · 
1930 · 
1931 · 
1932 · 
1933 · 
1934 · 
1935 · 
1936 · 
1937 · 
1938 · 
1939 · 
1940 · 
1941 · 
1942 · 
1943 · 
1944 · 
1946 · 
1947 · 
1948 · 
1949 · 
1950 · 
1951 · 
1952 · 
1953 · 
1954 · 
1955 · 
1956 · 
1957 · 
1958 · 
1959 · 
1960 · 
1961 · 
1962 · 
1963 · 
1964 · 
1965 · 
1966 · 
1967 · 
1968 · 
1969 · 
1970 · 
1971 · 
1972 · 
1973 · 
1974 · 
1975 · 
1976 · 
1977 · 
1978 · 
1979 · 
1980 · 
1981 · 
1982 · 
1983 · 
1984 · 
1985 · 
1986 · 
1987 · 
1988 · 
1989 · 
1990 · 
1991 · 
1992 · 
1993 · 
1994 · 
1995 · 
1996 · 
1997 · 
1998 · 
1999 · 
2000 · 
2001 · 
2002 · 
2003 · 
2004 · 
2005 · 
2006 · 
2007 · 
2008 · 
2009 · 
2010 · 
2011 · 
2012 · 
2013 · 
2014 · 
2015 · 
2016 ·
2017 ·
2018 ·
2019 ·
2020 ·
2021 ·
2022 ·
2023 ·
2024 ·
2025